# Brigata Cesare Battisti
La Brigata Cesare Battisti fu una brigata partigiana italiana, attiva durante la Seconda guerra mondiale nel Verbano-Cusio-Ossola, appartenente al CLN.

## Storia
In origine costituita da 70-80 partigiani era sparsa nei distaccamenti di Pian Vadàa, di Passo Folungo, di Colle, di Piaggia, di Doaglia più il piccolo Gruppo di Azione Patriottica di Intra.
Questo schieramento, composto da ex-militari, aveva il vantaggio della relativa vicinanza ai centri abitati e di presidiare l'accesso dall'alto alle zone invece occupate dalle altre due brigate, la "Valdossola" e la "Giovine Italia".
La brigata nacque per iniziativa di Armando Calzavara "Arca", Giuseppe Perozzi "Marco" e Enzo Plazzotta "Selva", che, reduci da un'esperienza negativa partigiana nel pinerolese (10 settembre '43-1º novembre '43), si erano stabiliti nella Valle Intrasca. La formazione era ben addestrata ai disagi, all'autodisciplina, all'esecuzione delle azioni prima meticolosamente preparate.
Nel maggio 1944 la banda, il cui campo d'azione prevalente era la zona a ridosso di Intra, si estese alla Valle Cannobina, dove eseguì imboscate ai presìdi tedeschi attestati lungo il confine italo-svizzero. Il rastrellamento tedesco fatto nel mese di giugno sfoltì notevolmente la formazione che quindi si ritirò nella zona sopra Intra.
La Brigata "Cesare Battisti" si unì in seguito alla brigata "Generale Perotti" di "Pippo" Frassati creando così la Divisione "Piave" che operò nella zona di Cannobio durante il periodo della Repubblica ossolana. "Arca" prenderà poi il comando, nel marzo 1945, della divisione "Flaim", lasciando la "Cesare Battisti" a "Marco".
Punto di riferimento della brigata in Svizzera era la Casa Pontremoli ad Ascona, da dove venivano coordinate alcune azioni.

## Membri e collaboratori illustri
- Ferruccio Parri
- Carlo Caracciolo
- Mario Pontremoli
- Tina Anselmi
- Giuseppe Boffa
- Nino Chiovini
- Giannantonio Manci

## Riconoscimenti
- Gli è stata intitolata una via a Castelfranco Veneto